# Hannoa klaineana
Hannoa klaineana là một loài thực vật có hoa trong họ Thanh thất. Loài này được Pierre & Engl. mô tả khoa học đầu tiên năm 1911.